# Норфолкски териер
Норфолкският териер е порода кучета, произхождаща от графство Норфолк, Англия, Великобритания. До 1960 тя е класифицирана като разновидност на норуичкия териер според официалния стандарт на МФК. Преди това през 1935, е призната за първи път от AKC.

## История
Норфолският териер е създаден през 1880-те в Норфолк за лов на насекоми и гризачи. Създаден е чрез кръстосване на по-рано създадения норуички териер с други породи териери, като например ирландски териер. Първо е наречен кентъб териер, защото пазели стаите на студентите на Кеймбриджкия университет. По-късно името му е сменено на тръмпингтън териер на името на норфолкската улица Тръмпингтън. По времето на Първата световна война ирландският ездач Франк Джоунс занася породата в САЩ и името му е сменено на Джоунс териер. Две десетилетия по-късно Американският киноложки клуб признава породата под името норфолкски териер.

## Външен вид
Представителите на породата са малки, компактни и здрави кучета. Притежават озадачено излъчване. Имат права и твърда козина, сива, черна, пшенична или червена на цвят. Могат да бъдат високи 20 – 25 см и да тежат 5 – 7 кг.

### Поддръжка
Изискванията на норфолкския териер за поддръжка на външния вид са умерени. За опазване на козината в добро състояние е нужно сресване няколко пъти седмично. Задължително е подстригването ѝ на няколко месеца. Тя не линее и затова норфолкският териер е подходящ за хора с алергии.

## Темперамент
Тази порода притежава дружелюбен, енергичен и игрив характер. Представителите ѝ обикновено са общителни и приятелски настроени, но има случаи, когато са своеволни, независими и с чувство за собственост, което ги прави по-подходящи любимци за хора с опит в отглеждането на кучета. Притежават много кураж, въпреки малките си размери. Лесно се поддават на дресировка поради високата си интелигентност и запомнят елементите бързо и лесно. Те обичат да ровят и копаят навсякъде, затова не са подходящи за градини. Норфолкският териер има голям запас от енергия и се нуждае от раздвижване. Той може да живее в градски условия, но трябва да му се осигури достатъчно широко място, където да може да изразходва енергията си. За да бъде избегнат риска от нежелено поведение в характера му, норфолкският териер трябва да бъде социализиран рано. Той се разбира добре с деца, особено с тези, с които е израснал, както и с домашни любимци, с изключение на малки такива, като например зайци и морски свинчета. Някои екземпляри се отнасят добре с непознати, но повечето са по-резервирани. Норфолкският териер е много бдителен и сигнализира с много лай, когато усети, че има заплаха за стопаните му, което го прави добро куче пазач. Освен това е и отличен компаньон.

## Здраве
Норфолкските териери живеят между 12 и 14 години. При отглеждането му стопаните могат да се сблъскат с някои здравословни проблеми. Такива проблеми са: сърдечно-съдови проблеми, чувствителност към упойващи вещества и др.